# George Chapman
George Chapman (* vermutlich 1559; † 12. Mai 1634 in London) war ein englischer Dramatiker und Dichter, der unter den Theaterautoren seiner Zeit als der Philosoph unter den Dramatikern galt.

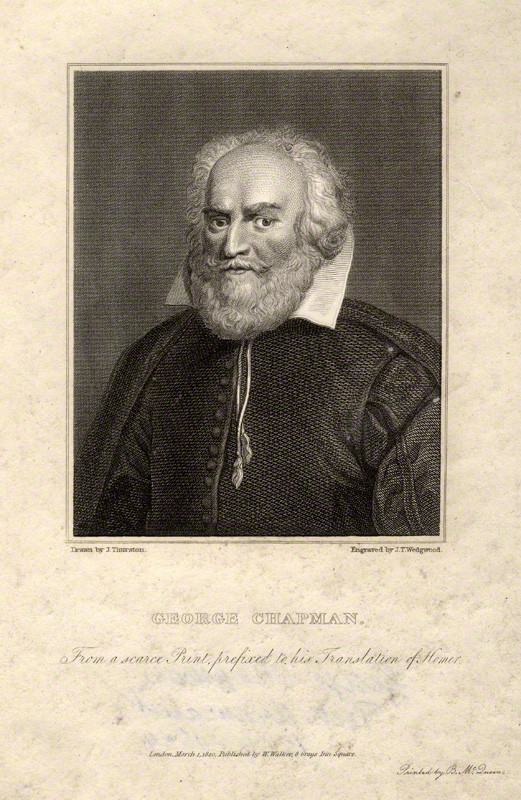
George Chapman, Porträt von John Taylor Wedgwood, nach John Thurston, 1820

## Leben
Er wurde bei Hitchin in Hertfordshire geboren und studierte 1574 an der Universität Oxford, jedoch ohne einen Abschluss zu erlangen. Als seine frühesten veröffentlichten Werke gelten das Gedicht The Shadow of Night (1594) und Ovids Banquet of Sense (1595). Gegen Ende der letzten Dekade des 16. Jahrhunderts wurde er ein erfolgreicher Dramatiker, der für Philip Henslowe und später für die Children of the Chapel arbeitete. Zu seinen Komödien zählen An Humorous Day's Mirth (1597), All Fools (1599), Monsieur d'Olive (1606), The Gentleman Usher (1606) und May Day (1611).

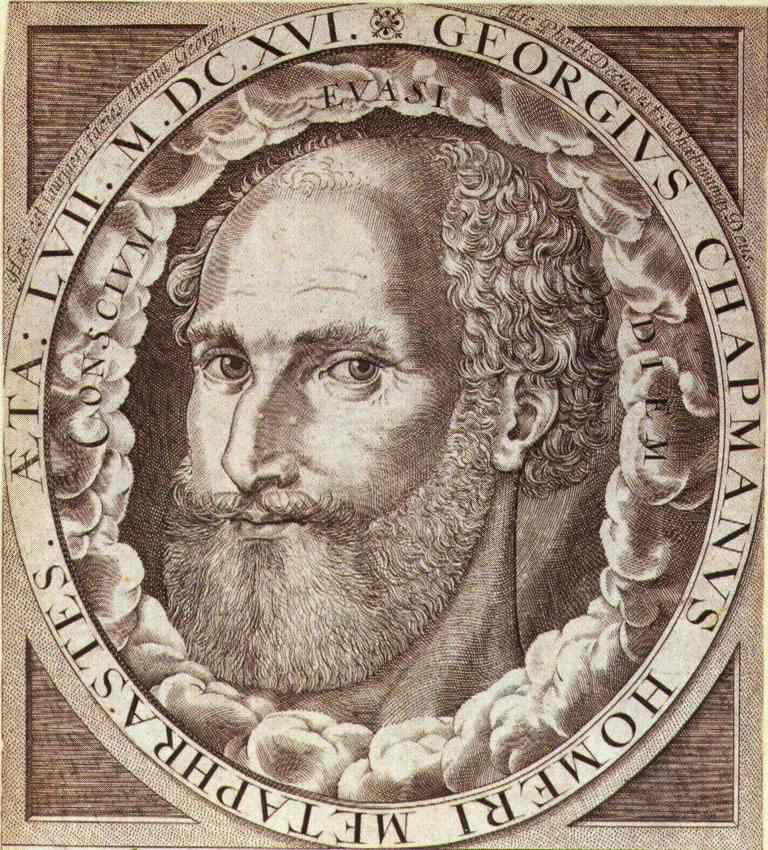
George Chapman, Vignette aus Whole works of Homer, 1616

Chapmans frühestes erhalten gebliebenes Stück The Blind Beggar of Alexandria wurde 1596 aufgeführt und zwei Jahre später von Francis Meres in dessen Palladis Tamia unter den besten Theaterstücken aufgeführt („best for tragedie“ and the „best for comedie“). Seine bekanntesten Tragödien entlehnten ihre Thematik aus der jüngsten französischen Geschichte Bussy D'Ambois (1607), The Conspiracy and Tragedy of Charles, Duke of Byron (1608), The Revenge of Bussy D'Ambois (1613) und The Tragedy of Chabot, Admiral of France (veröffentlicht 1639).
In seinem dichterischen Werk verschrieb Chapman sich ganz der Mistress Philosophy (vgl. sein Gedicht A Coronet for his Mistress, Philosophy) und suchte den intuitiven Zugang zu dem göttlich inspirierten furor poeticus (dt. etwa: „dichterische Begeisterung“) im Gegensatz zu den Dichtungen der University Wits, jener mere-learn’d men, den aus Chapmans Sicht braven Wissensverwaltern, mit denen er selber, der höchstwahrscheinlich niemals eine Universität besucht hatte, sich weder identifizieren konnte noch wollte.
In seinen Tragödien, denen er häufig Ereignisse der jüngeren Geschichte zugrunde legte, stellte Chapman insbesondere in den späten Werken seine stoizistischen Konzeptionen dar. Die Gesellschaft erweist sich als korrupt; anhand seiner Protagonisten zeigt Chapman auf, wie sie entweder an der eigenen fehlenden Einsicht scheitern oder aber von der Gesellschaft zerstört werden. Chapmans Ideal war der Senecal man, der im Gegensatz zu dem von seinen Leidenschaften beherrschten natural man die Gesetzmäßigkeiten der Welt erkennt oder durchschaut und so sein Schicksal stoisch ertragen kann, ohne seine Integrität einzubüßen.

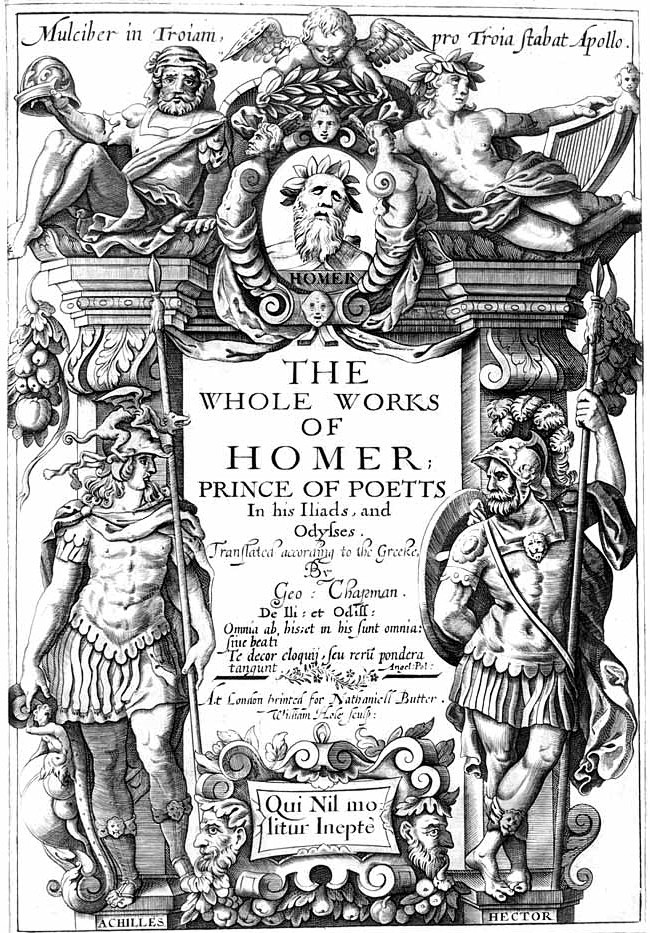
George Chapman übersetzte Homer erstmals ins Englische

Er schrieb verschiedene Stücke im Verbund mit anderen Dichtern, so Eastward Ho (1605), zusammen mit Ben Jonson und John Marston, mit satirischen Bezügen zu den Schotten, die die Autoren ins Gefängnis brachten. Das Stück Rollo Duke of Normandy (Entstehungsdatum unbekannt), schrieb er mit John Fletcher, Jonson and Philip Massinger.
Daneben schrieb er Gedichte wie The Shadow of Night (1594), das in seinen obskuren, vom Neuplatonismus geprägten Aussagen und seinem mystisch-esoterischen Ton von der Kritik häufig als Verweis auf die School of Night um Sir Walter Raleigh gelesen wurde, oder De Guiana, Carmen Epicum (1596), eine Fortsetzung von  Christopher Marlowes unvollendetem Hero und Leander (1598), und Euthymiae Raptus; or the Tears of Peace (1609). Manche Experten erkennen in Chapman den  sogenannten „rival poet“ in Shakespeares Sonetten.
Chapmans Wirken als Dramatiker steht dabei keinesfalls im Widerspruch zu seinen ästhetischen oder philosophischen Idealen, da das Theater für ihn stets ein didaktisches Medium war.
Ab 1598 veröffentlichte er seine Übersetzung der Ilias, 1616 erschien die vollständige Ausgabe Ilias and Odyssee in der ersten vollständigen englischen Übersetzung, The Whole Works of Homer. Chapmans Homer ist von John Keats in seinem berühmten Gedicht On First Looking into Chapman's Homer hervorgehoben worden. Chapman sah die homerischen Epen als geheimnisvolle symbolische Dichtung, die seinem eigenen Ideal einer elitären Dichtung entsprach, und brachte in seine Übertragungen seinen eigenen Stoizismus ein.
Chapman starb verarmt in der Gemeinde von St. Giles in the Fields. Er wurde am 12. Mai 1634 im Kirchhof begraben. Zu seinem Gedenken wurde ein Monument von Inigo Jones errichtet.
Seine eigentliche dichterische Leistung begann vor allem die Literaturkritik erst seit der Romantik zu schätzen.

## Werkausgaben
- The Poems of George Chapman. Hrsg. von Phyllis Brooks Bartlett, New York 1941 (Nachdruck 1969).
- The plays of George Chapman. Hrsg. von Thomas Marc Parrott. 4 Bände.  London 1910–1914, Nachdruck 1961.
- The plays of George Chapman : a critical edition. Hrsg. von Allan Holaday u. a., Urbana: University of Illinois Press, 1970–1987.